# Pantalone
 Der er for få eller ingen kildehenvisninger i denne artikel, hvilket er et problem. Du kan hjælpe ved at angive troværdige kilder til de påstande, som fremføres i artiklen.

Pantalone, eller Pantaleone, er en fiktiv person i de populære folkelystspil commedia dell'arte, der opstod i Italien under renæssancen. Ifølge denne tradition skal Pantalone forestille en nærig købmand fra Venedig. Pantalone var et almindeligt drengenavn i Venedig og den katolske San Pantaleone var byens skytshelgen. Pantalone er ellers en komisk figur og bærer stramme, røde lange bukser ned til fodsålen (eventuelt røde knæbukser og strømper), kappe, rød lue og veneziansk maske med skæg. Dragten kan også have en forbindelse til den traditionelle jødiske klædedragt i Europa.
Rolleskikkelsen Pantalone har givet ophav til betegnelsen pantalonger, som oprindelig blev brugt om lange bukser som kom på mode i Frankrig efter den franske revolution i 1790'erne.
I formen pantaloni og pantalons bruges ordet på italiensk, fransk og nederlandsk om alle slags lange bukser.
En af hovedfigurene i komedien er Pantalones tjener Harlekin, som har rollen som satiriker og parodist.